# Lê Hồng Thủy Tiên
Lê Hồng Thủy Tiên (sinh năm 1970 tại Việt Nam), là doanh nhân Việt Nam, hiện tại đang giữ chức tổng giám đốc của Tập đoàn Liên Thái Bình Dương – một trong những doanh nghiệp tư nhân lớn nhất Việt Nam . Bà còn được biết đến là một nhà hoạt động xã hội cho quyền bình đẳng của phụ nữ Việt Nam

## Giải thưởng và danh hiệu
- Huân chương Lao động hạng Ba của Chủ tịch nước Trao tặng năm 2015.[2]
- 18 huy chương, giải thưởng và bằng khen của các bộ, ngành của Chính phủ và Hội Liên hiệp Phụ nữ Việt Nam, ghi nhận thành tích, đóng góp và nỗ lực của bà đối với xã hội và góp phần phát triển nền kinh tế đất nước
- Bằng khen và cúp Đại sứ Thương mại Toàn cầu 2017[3] do hội đồng doanh nhân nữ Los Angeles tổ chức và thị trưởng thành phố Los Angeles trân trọng trao tặng cho đại diện đến từ Việt Nam.
- VCCI trao tặng Giải thưởng Nữ Doanh nhân xuất sắc Asean - cúp bông hồng vàng - 2013 và 2016,[4] "Doanh nhân nữ ASEAN tiêu biểu" năm 2016;[5] được Tạp chí BoF (Business of Fashion) bình chọn vào Top 500 Người định hình ngành Công nghiệp Thời trang thế giới vào năm 2016, 2017 và 2018,[6][7][ được bình chọn là nữ doanh nhân thành đạt của châu Á bởi nhiều hãng thông tấn quốc tế như The Guardian (Vương Quốc Anh),[8] Marie Claire (Mỹ và Úc), Harper Bazaar, Her World (Singapore)...[9]
- Bà được trao giải thưởng doanh nhân châu Á Thái Bình Dương (Asia Pacific Entrepreneurship Awards - APEA)[10]
- Bà được tạp chí Forbes bình chọn vào Top 50 Nữ doanh nhân có ảnh hưởng nhất Việt Nam[11]
- Bà được vinh danh "Doanh nhân xuất sắc" tại lễ vinh danh "Thương hiệu mạnh Việt Nam 2022"
- Bà được ghi nhận thành tích xuất sắc trong sản xuất, điều hành doanh nghiệp tại Awen Award 2023 tại Indonesia[12]
- Bà được Tạp chí Doanh nhân Sài Gòn bầu chọn là "Doanh nhân truyền cảm hứng" 2023[13]
- Bà nhận được vinh danh là "Doanh nhất xuất sắc Tp. Hồ Chí Minh 2024"[14]
- Bà được UN Women trao hạng mục lãnh đạo cam kết bình đẳng giới và ký kết các nguyên tắc trao quyền cho phụ nữ của Liên Hiệp Quốc tại IPPG và có bài phát biểu cam kết thúc đẩy bình đẳng giới và trao quyền cho phụ nữ.[15]